# Cornicephalus
Cornicephalus is een geslacht van spinnen uit de familie hangmatspinnen (Linyphiidae).

## Soorten
De volgende soorten zijn bij het geslacht ingedeeld:
- Cornicephalus jilinensis Saaristo & Wunderlich, 1995